# Переяслав
Перея́слав — місто на сході Київської області України, у Бориспільському районі, центр Переяславської громади. Одне з найдавніших та найбільших міст Русі — вперше згадується у 907, було столицею Переяславського князівства. До 2020 року було центром Переяслав-Хмельницького району. Місто розташоване над річкою Трубіж, лівою притокою Дніпра. Відстань до Києва — 85 кілометрів. Населення — 27 тис. мешканців (1,6 % населення області).

## Назва
Уперше Переяслав згадується 907 року в договорі князя Олега з Візантією, у якому Переяслав названо третім руським містом.
За Повістю временних літ, назва Переяслав походить від події 992 року: воїн князя Володимира переміг печенізького богатиря і «перейняв у них славу». За іншою — від чоловічого імені Преслав. Назва вживалася як Переяславль, тобто вказувала на те, що місто належало Переяславу або ним засноване.

### Переяслав Руський
У 1152 році Юрій Долгорукий заснував на північному сході Київської Русі місто Переславль-Залєський, основним його населенням були вихідці з Переяслава (про що свідчить зокрема і те що місцеву річку назвали Трубіж). Щоб відрізняти два міста, Переяслав в XII—XIII століттях інколи називали Переяславль Руський; також ця назва використовується в історіографії.

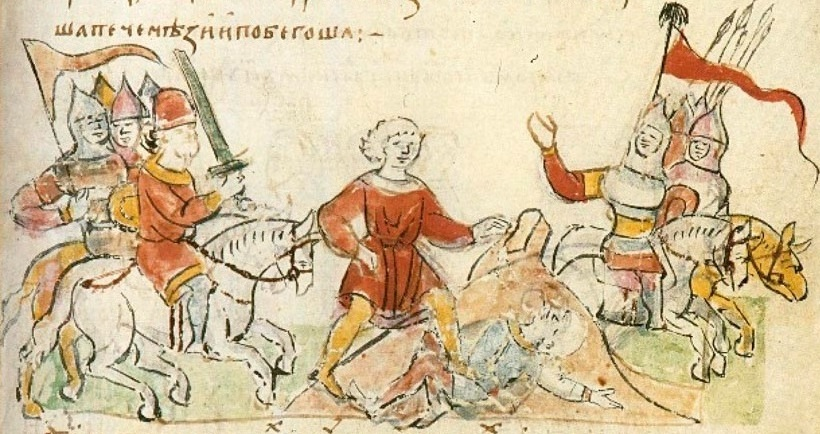
Перемога Кожум'яки над печенігом з «Радзивіллівського літопису».

У XX ст. у російських джерелах місто також має назву Переяславль Южный.

### Переяслав-Хмельницький
Приставку Хмельницький місту додали 12 жовтня 1943 року, після відступу нацистських окупантів та відновлення радянського панування. Зміну пояснили метою «вшанування пам'яті великого сина українського народу, державного діяча і полководця України Богдана Хмельницького».
У 2000 році місцева влада спробувала ініціювати повернення місту назви Переяслав. Планували провести місцевий референдум одночасно зі всеукраїнським, але його заблокували комуністи.
26 жовтня 2017 року в сесійній залі Переяслав-Хмельницької міської ради відбулось перше пленарне засідання 44-ї чергової сесії VII-го скликання. Депутати міської ради результативно проголосували за повернення історичної назви місту Переяслав. Ця зміна назви формально не підпадає під закони щодо «декомунізації», проте є важливим кроком загальної дерусифікації України.
14 грудня 2017 року Київська обласна рада підтримала перейменування. Також розглядається демонтаж пам'ятника на честь 300-річчя Переяславської ради.
19 квітня 2018 року до Верховної Ради України внесено проєкт постанови № 8307. У пояснювальній записці до документа йдеться, що зміну назви міста ініціювали його жителі, які таким чином мають намір повернути історичну назву населеному пункту. Попри це проєкт критикували численні народні депутати, зокрема Олександр Вілкул та Сергій Лещенко.
18 вересня 2019 року на засіданні Комітету Верховної Ради з питань організації державної влади, місцевого самоврядування, регіонального розвитку та містобудування депутати одноголосно підтримали рішення про перейменування Переяслава-Хмельницького на Переяслав. Проєкт постанови 20 разів потрапляв до порядку денного, проте жодного разу депутати так і не дійшли до розгляду проєкту по суті. У Верховну Раду IX скликання знову внесли проєкт постанови про перейменування.
30 жовтня 2019 року Верховна Рада України перейменувала місто Переяслав-Хмельницький на Переяслав.

## Географія

### Розташування і фізична географія
Переяслав розташований на південному сході Київської області в зоні лісостепу. Через місто протікають 3 річки: Трубіж, протяжність по місту — 3,5 км, Альта — 2,5 км., Карань (поза межами міста, але в межах  міської громади впадає в Трубіж). Місто межує з Канівським водосховищем, площа якого — 51 кв. км, на околиці міста є озеро — 0,52 кв. км.

#### Межі
- Захід — Стовп'язька сільська рада
- Схід — Циблівська сільська рада.
- Північ — Стовп'язька сільська рада, Дем'янецька сільська рада.
- Південь — Циблівська сільська рада.

### Клімат
Лівобережжя, зокрема Середня Наддніпрянщина, відзначається помірним кліматом. Зима досить довга, але порівняно тепла, середня температура становить 6—7°С морозу. Середня температура липня — 19,2°С вище нульової позначки.

## Історія

### Київська Русь
Перша літописна згадка про давній Переяславль у договорі Олега з греками сягає ще 907 року, проте нині історики відкидають можливість існування міста в ті часи через брак археологічних та письменних доказів. Найімовірніше місто заснували наприкінці X ст. Щодо заснування міста та походження назви «Повість минулих літ» подає легенду про Кожум'яку (Кирила, Микиту, Яна):

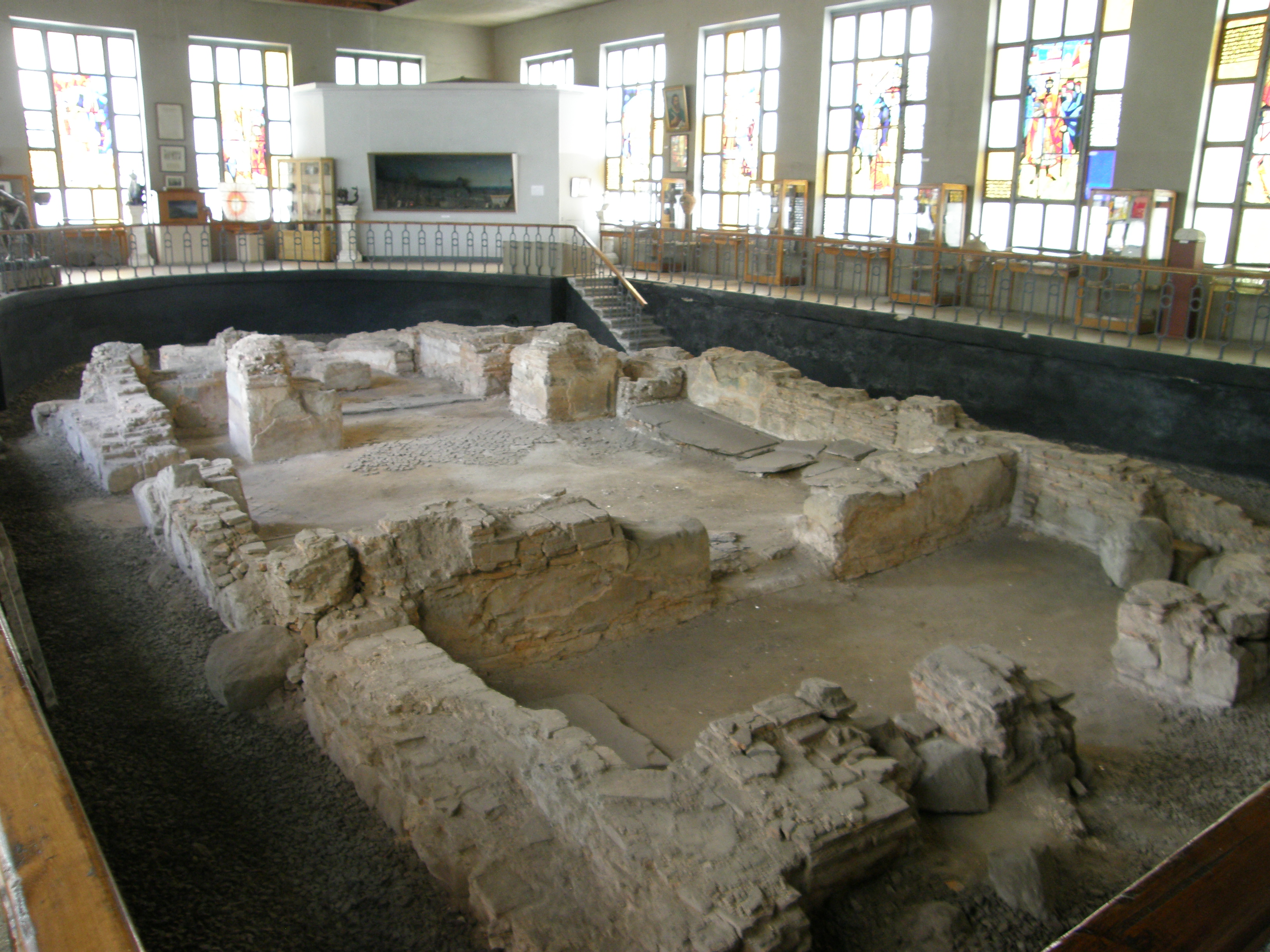
Залишки Спаської церкви XI ст.

Через зручне розташування місто стрімко розвивалося. Наприкінці 1080-х рр. з ініціативи єпископа (митрополита) Єфрема місто набуло свого кам'яного фасаду в єпископській частині дитинця. Саме тоді тут добудували один з найвеличніших храмів Київської Русі — Михайлівський собор. Зі стрімким розвитком, місто швидко вийшло за межі дитинця, і на додаток до нього Переяславль обзавівся окольний містом та передгороддям які разом становили 123—125 га. А його чисельність населення досягла 11—11,5 тис. осіб. Проте вже в 30—40-ві рр. XII ст. розпочинається занепад Переяславля. Хоча саме в цей час збудували укріплення окольного граду, площа міста значно зменшується, і становить всього 20–25 га.
У березні 1239 р. місто спустошили та зруйнували війська хана Батия. На відміну від Києва та Чернігова, тут розмістилася татарська залога, яка унеможливлювала повноцінне відродження міста. Колишнє удільне переяславське князівство перестало існувати, а його землі разом зі столицею включили в нову адміністративну одиницю — Сарайську тьму. Приблизно тоді ж кафедру переяславської єпархії перенесли до ставки хана в Сарай-Берке. Її очільником став призначений митрополитом Кирилом єпископ Феогност. Відтоді місто, хоч і частково заселене, повністю занепадає.

### Річ Посполита
Відродження Переяслава формально розпочалось 6 березня 1585 р., коли король Стефан Баторій надав князю та воєводі київському Костянтину Острозькому привілей «на осажнование мъста Переяславля». За цією грамотою князь мав право «вь томъ то Переяславлю замокъ збудовати». Відновлене місто отримало магдебурзьке право і власний герб, підтверджені потім грамотою Сигізмунда III в 1620 р. Проте згідно з останніми дослідженнями відродження могло початися раніше. Так, згідно з листуванням османського султана Сулеймана II Пишного і короля Сигізмунда І Старого, перший скаржиться що восени 1545 р. прийшли козаки з Переяслава (Яцько й Мануйло), Черкас, Брацлава, Києва та інших замків під Очаків і поробили великі шкоди. Іншим листом під 1570 р., той же Сулейман ІІ вимагав від короля Сигізмунда ІІ Августа кари для козаків, які чинять шкоди татарам, а в українських містах, серед яких згадується й Переяслав, є більше тисячі татарських бранців.
Серед інших визначних моментів річпосполитської частини історії міста була фундація старостою Лукашем Жолкевським (помер 1636 р.) колегіуму єзуїтів у Переяславі, для якої він передав свій маєток — містечко Бубнів з приналежними околицями.

### Військо Запорізьке
Після підписання Куруківської угоди 27 жовтня 1625 року було створено п'ять козацьких полків, а Переяслав став одним з полкових центрів. З введенням Богданом Хмельницьким влітку 1648 року полкового устрою, Переяславський полк повноцінно оформився як однойменна військово-адміністративна одиниця. Він був одним з найбільших у Війську Запорозькому та налічував 18 сотень, а саме місто було важливим центром постачання зброї і харчів для війська. У цей час воно відіграє роль дипломатичного центру держави. Сюди приїздили річпосполитські, московські, угорські, татарські, османські посли.
Війна з Річчю Посполитою обіцяла бути довгою й кровопролитною, татари й османи не були надійними союзниками, тому гетьман неодноразово звертався до московського уряду із пропозицією про військовий союз України з Московським царством. У жовтні 1653 р. Земський собор у Москві нарешті ухвалив рішення про альянс. До Переяслава 31 грудня 1653 року прибуло посольство від московського царя Алєксєя Міхайловіча на чолі з боярином Василем Бутурліним.

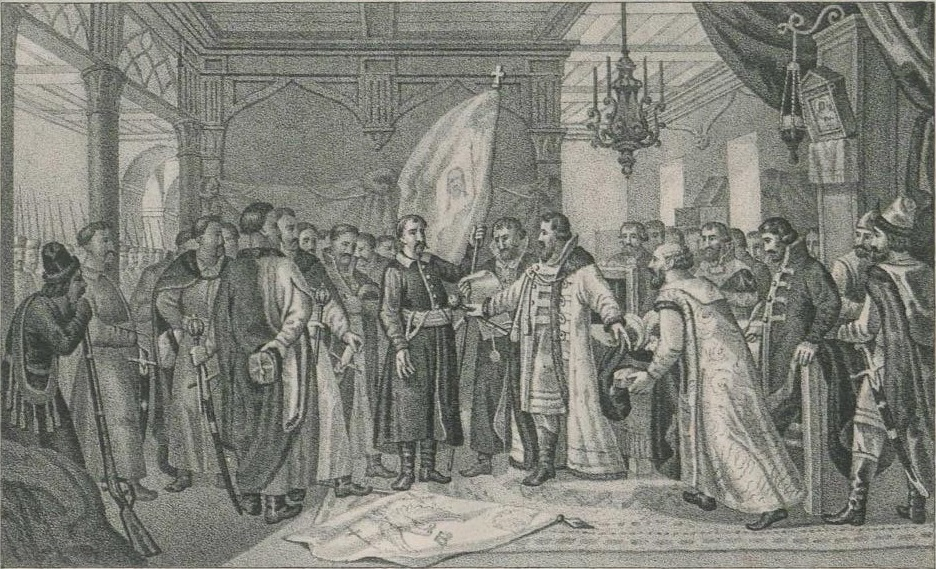
Боярин Бутурлін приймає присягу від гетьмана Хмельницького на московське підданство. Російська гравюра 1910 року.

7 січня гетьман зустрівся з царськими послами для уточнення умов союзу й процедури складання присяги. Згоди домоглися після бурхливої дискусії й взаємних компромісів. Основним змістом угоди, оформленої у вигляді чолобитної на ім'я царя, було те, що Україна прийняла протекторат московського самодержця, зберігаючи повну (як у внутрішніх, так і в зовнішніх справах) автономію, свій республіканський лад і особливий козацький устрій. Україна мала право підтримувати дипломатичні відносини з іншими державами, за винятком Речі Посполитої й Османської імперії.
Зранку 8 січня старшинська рада прийняла уточнення умов угоди. У другій половині дня скликали загальну раду на центральній площі. Зібралася майже вся козацька старшина, керівники полків, по 5—7 козаків з кожного полку, духівництво, міщани тощо. Переяславський полк був у повному складі.

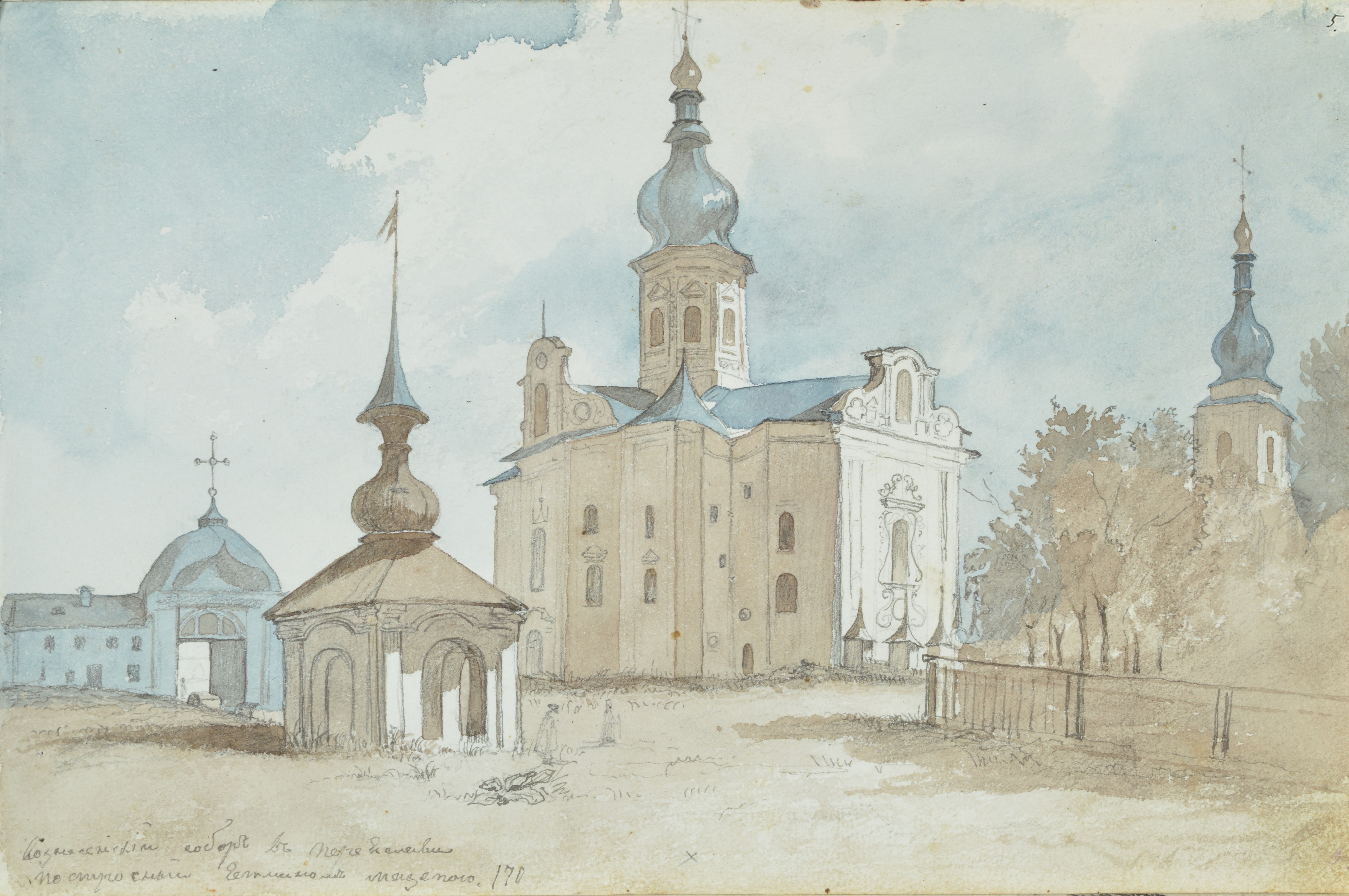
Вознесенський монастир. Акварель Тараса Шевченка.

По закінченні ради гетьман, полковники та старшина вирушили до Успенської церкви, де в присутності послів і московських священників склали присягу московському царю.
До всіх міст і полків України вирушили московські посланці для складання присяги на місцях, але не скрізь їх радо зустрічали. Наприклад, київське духовенство не склало присяги і взагалі неприязно сприйняло це єднання. Також не склали присяги полковники Іван Богун і Мартин Пушкар.
Внаслідок цієї угоди землі Війська Запорозького увійшли до складу Московського царства.
Після смерті Богдана Хмельницького між представниками старшини почались чвари та боротьба за владу. Значну територію України охопили народні повстання. У липні 1666 року повстання спалахнуло в Переяславському полку.

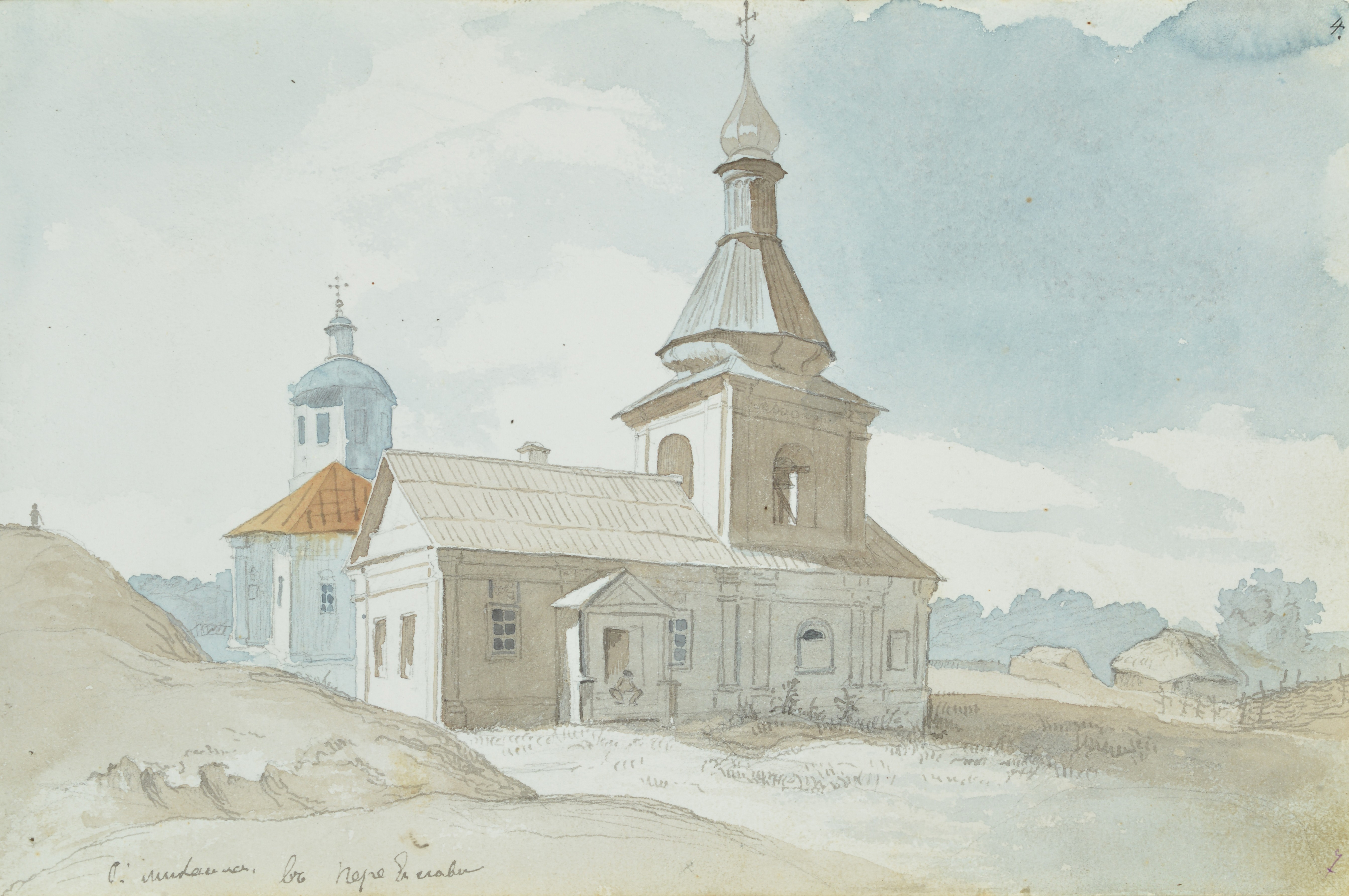
Михайлівський монастир. Акварель Тараса Шевченка.

Проте місто розвивалося. У Переяславі функціонували 2 школи — при Успенській та Покровській церквах. Великого розмаху набуло будівництво, здебільшого дерев'яне. Відбудували Михайлівську церкву, зруйновану татарами. Коштом гетьмана Івана Мазепи звели головний собор Вознесенського монастиря.

### Подальша історія
Після ліквідації на Лівобережній Україні полкового устрою 1782 року Переяслав став повітовим містом Київського намісництва, а від початку XIX ст. — Полтавської губернії (Переяславський повіт обіймав 16 волостей).
Місто зростало. Так, 1816 року кількість населення становила 6720 жителів, 1865 року — вже 10 835 осіб.
У поміщицьких господарствах Переяславщини розвивалися цукроваріння, винокуріння, виробництво зернових. У самому Переяславі промисловість була розвинена мало. Крім землеробства, люди займалися кустарними промислами: ткацтвом, чинбарством, шевством.
Життя міста пожвавлювали щорічні ярмарки.
Наприкінці XIX ст. у місті діяли 14 церков, 1 монастир, духовне училище, міське училище, жіноча прогімназія, громадська бібліотека, дві книгарні та церковнопарафіяльна школа.
Значну частину культурних пам'яток Переяслава знищили під час атеїстичної боротьби 1930-х рр. та в роки Другої світової війни: Покровський собор, Вознесенський монастир та інші. Під час Голодомору 1932–1933 в місті й районі загинуло 26 878 осіб. Ще 8800 життів переяславців забрала війна.
Попри на тисячолітню історію, 12 жовтня 1943 року, відразу після повернення радянської влади, указом Президії Верховної Ради СРСР місто перейменували в Переяслав-Хмельницький. Науковці тривалий час дискутували про доцільність повернення історичної назви. Нарешті, 26 жовтня 2017 року, депутати міської ради підтримали рішення про повернення місту історичної назви. За Переяслав проголосували 22 депутати (з 35), 2 — були проти, 2 — утрималися, 2 не голосували, 7 відсутніх. Цю ідею міська влада мала намір реалізувати шляхом референдуму ще у 2000 році, однак тоді проєкт заблокували представники комуністів.
З 1975 року Переяслав-Хмельницький — місто обласного значення. За тодішнім звичаєм, «за успіхи в соціально-економічному та культурному розвитку» 1979 року уряд СРСР нагородив місто орденом Дружби народів.
1999 — Переяслав-Хмельницький третім в Україні зареєстрував статут територіальної громади. Того ж року відродили давній герб Переяслава і затвердили його прапор.
Створений 1986 року — спершу як Переяслав-Хмельницький філіал Київського державного педагогічного інституту — ПХДПУ продовжив стародавні переяславські освітні традиції. Постановою Кабінету Міністрів України № 949 від 24 листопада 1993 року на базі Переяслав-Хмельницького філіалу Українського державного педагогічного університету ім. М. П. Драгоманова був створений Переяслав-Хмельницький державний педагогічний інститут, якому в 1994 році присвоєно ім'я Г. С. Сковороди та у 2000 році рішенням ДАК визнано акредитованим за III рівнем акредитації.
Розпорядженням Кабінету Міністрів України у 2002 році на базі інституту створено Університет Григорія Сковороди в Переяславі.
8 грудня 2018 року Святійший Патріарх Київський і всієї Руси-України Філарет освятив новозбудований храм у Переяславі.

## Населення

### Національний склад
Національний склад населення за даними перепису 2001 року:
| Національність  | Відсоток |
| --------------- | -------- |
| українці        | 94,95%   |
| росіяни         | 3,91%    |
| білоруси        | 0,41%    |
| вірмени         | 0,18%    |
| інші/не вказали | 0,55%    |

### Мовний склад
Рідна мова населення за даними перепису 2001 року:
| Мова            | Чисельність, осіб | Відсоток |
| --------------- | ----------------- | -------- |
| Українська      | 30 320            | 95,89%   |
| Російська       | 1 141             | 3,61%    |
| Вірменська      | 50                | 0,16%    |
| Білоруська      | 37                | 0,12%    |
| Румунська       | 14                | 0,04%    |
| Інші/Не вказали | 59                | 0,18%    |
| Разом           | 31 621            | 100%     |

## Економіка
- Переяславський річковий порт

## ЗМІ
Переяслав.City — міське інтернет-видання, запущене у серпні 2019 року колективом газети «Вісник Переяславщини» та Агенцією розвитку локальних медіа «Або».

## Спорт
На території міста працюють спортивні комунальні заклади: «Стадіон імені Валерія Лобановського», «Дитячо-юнацька спортивна школа», спортсмени-вихованці яких виступаючи на обласних та всеукраїнських змаганнях здобувають медалі різного ґатунку. Також працюють спортивні клуби, молодіжні об’єднання різних форм власності, які залучають до занять спортом жителів громади.
У громаді постійно проводяться змагання різного рівня з багатьох видів спорту: міжнародні змагання з тріатлону «Слов'янська Хвиля», обласні змагання з шахів, тхеквондо, джіу-джитсу, баскетболу, легкої атлетики та сумо, міські спартакіади та турніри для жителів громади.

## Пам'ятки історії та архітектури
У місті стараннями першого очільника відновленого переяславського музею Михайла Сікорського створили Національний історико-етнографічний заповідник, який складається з 25 музеїв, а фондова колекція нараховує 166 тисяч експонатів:
- Музей народної архітектури та побуту Середньої Наддніпрянщини (вул. Літописна, 2);
- Меморіальний музей Г. С. Сковороди (вул. Сковороди, 52);
- Музей трипільської культури (вул. Шевченка, 10);
- Музей лікарських рослин (вул. Літописна, 2);
- Меморіальний музей класика єврейської літератури Шолом-Алейхема (вул. Літописна, 2)
- Музей «Заповіту» Тараса Григоровича Шевченка (вул. Шевченка, 8);
- Археологічний музей (вул. Шевченка, 17);
- Музей-діорама «Битва за Дніпро в районі Переяслава восени 1943» (вул. Сковороди, 54);
- Музей кобзарства (вул. Б. Хмельницького, 20);
- Музей українського народного одягу Середнього Придніпров'я (вул. Михайла Сікорського, 34);
- Музей архітектури Переяслава часів Київської Русі (вул. Михайла Сікорського, 34);
- Меморіальний музей архітектора В. Г. Заболотного (вул. Мазепи, 9);
- Музей історії української православної церкви (вул. Літописна, 2);
- Музей історії бджільництва Середньої Наддніпрянщини (вул. Літописна, 2);
- Музей українського рушника (вул. Літописна, 2);
- Музей українських обрядів (вул. Літописна, 2);
- Музей декоративно-ужиткового мистецтва Київщини (вул. Літописна, 2);
- Музей космосу (вул. Літописна, 2);
- Музей М. М. Бенардоса (вул. Літописна, 2);
- Музей хліба (вул. Літописна, 2);
- Музей народного сухопутного транспорту Середньої Наддніпрянщини (вул. Літописна, 2);
- Музей «Поштова станція» (вул. Літописна, 2);
- Музей пам'яті Поліського району (вул. Літописна, 2);
- Музей історії філософії (вул. Літописна, 2).

### Пам'ятки архітектури
- Успенська церква. Дарохранительницю для неї виконав український золотар Антін Садовський.

## Особистості
З Переяславом пов'язано багато уславлених імен — серед них політичні діячі, письменники, композитори, історики, художники, педагоги.

### Уродженці
- Бабишкін Олег Кіндратович — літературознавець, лесезнавець, доктор філологічних наук.
- Блінкен Меїр (1879—1915) — українсько-американський єврейський письменник. Прадід нинішнього Державного секретаря США Ентоні Блінкена.
- Вишенський Станіслав Олександрович — український поет, засновник української школи верлібру, автор багатьох поетичних збірників, винахідник багатьох художніх форм та новатор гіперболи, майстер метафори та сіфори.
- Гриценко Роман Володимирович (1980—2015) — солдат Збройних сил України, учасник російсько-української війни.
- Довгий Олександр Михайлович (1985—2017) — старший солдат Збройних сил України, учасник російсько-української війни[19].
- Євпраксія Всеволодівна — донька князя Всеволода Ярославича, дружина імператора Священної Римської імперії Генріха IV.
- Заболотний Володимир Гнатович — український архітектор, засновник і президент Академії архітектури України, автор проєкту будинку Верховної Ради України.
- Козачковський Андрій Осипович — міський лікар та викладач медицини в семінарії, товариш Тараса Шевченка.
- Краснюк Віталій Миколайович (1969—2022) — журналіст, артист естради, громадський діяч, учасник російсько-української війни.
- Лавровський Михайло Митрофанович — підполковник Армії УНР.[20]
- Лялько Вадим Іванович — український вчений, Директор Наукового центру аерокосмічних досліджень Землі Інституту геологічних наук НАН України, академік НАН України, професор, доктор геолого-мінералогічних наук, заслужений діяч науки і техніки України.
- Лялько Степан Максимович (1904—1976) — радянський військовик. Контрадмірал (1949); Кандидат військово-морських наук (1957).
- Манжула Іван Федорович — козак 1-ї бригади 4-ї Київської дивізії Армії УНР, Герой Другого Зимового походу.
- Мех Людмила Григорівна — українська журналістка, громадська діячка.
- Мех Олена Валеріївна — українська журналістка, громадська діячка.
- Луїза Невельсон — скульптор (США).
- Погребний Віктор Іванович (нар. 1932) — український майстер обробки художнього скла.
- Роздобудько Михайло Віталійович (1948—2023) — український археолог, музеєзнавець. Дослідник Переяславського Лівобережжя. Автор 14 наукових звітів, понад 40 наукових публікацій, 2 монографій[21]
- Смирнова-Замкова Олександра Іванівна — патологоанатом, з 1951 — дійсний член АН УРСР.
- Яким Сомко — наказний гетьман Лівобережної України (1660—1663).
- Стефанович Максим — кафедральний писар, архімандрит Михайлівського Золотоверхого монастиря (1746).
- Павло Тетеря — гетьман Правобережної України (1663—1665).
- Тимковський Ілля Федорович — український педагог, правник, філолог.
- Херасков Михайло Матвійович — російський письменник, журналіст.
- Холодний Петро Іванович — український живописець, художник-монументаліст, графік, проєктант ужиткового мистецтва, педагог.
- Носар Георгій Степанович — політичний діяч.
- Шолом-Алейхем — український єврейський письменник.

### Проживали та працювали
- Володимир Мономах — великий князь київський (1113—1125)
- Єфрем Переяславський — митрополит Київський (1091—1097)
- Богдан Хмельницький — з 1648 року — гетьман Війська Запорозького
- Сковорода Григорій Савич — український просвітитель-гуманіст, філософ
- Бодянський Осип Максимович — український філолог-славіст, фольклорист, член-кореспондент Петербурзької академії наук
- Осип Козачківський — викладач, ректор Переяславської семінарії. Батько товариша Тараса Шевченка, лікаря Андрія Осиповича Козачківського.
- Шевченко Тарас Григорович — український поет та художник
- Ярмоленко Панас Миколайович (1886 — 1953) — український художник, понад 10 років проживав у Переяславі та працював у місцевому клубі, а також викладав малювання у школі №1
- Сікорський Михайло Іванович — Герой України (з врученням ордена Держави, 11.03.2005), почесний директор Національного історико-етнографічного заповідника «Переяслав»
- Олександр (Драбинко) — архієпископ Переяслав-Хмельницький ПЦУ
- Епіфаній (митрополит Київський) — Митрополит Київський і всієї України, предстоятель Православної церкви України з 15 грудня 2018 року
- Іван Коваленко — поет-дисидент, політв'язень
- Самутіна Ганна Іванівна — заслужена художниця України
- Стогній Іван Петрович — доктор філософських наук, професор, перший ректор Переяслав-Хмельницького університету імені Г. С. Сковороди, заслужений працівник освіти України, почесний громадянин міста (1996).[22]
- Коцур Віктор Петрович — доктор історичних наук, професор, Заслужений працівник освіти України, дійсний член (академік) Національної академії педагогічних наук України, ректор Університету Григорія Сковороди в Переяславі з 1998 по 22 червня 2021 року.
- Потапенко Ярослав Олександрович (1975—2016) — український історик, доктор історичних наук, професор кафедри Історії та культури України Університету Григорія Сковороди в Переяславі, учасник Революції гідності.

## Міста-побратими
- Вілейка, Білорусь[23]
- Пайде, Естонія
- Кочани, Північна Македонія
- Мцхета, Грузія
- Маріуполь, Україна

### Міста-партнери
- Ніт, Велика Британія
- Рибник, Польща
- Тихи, Польща

## Галерея

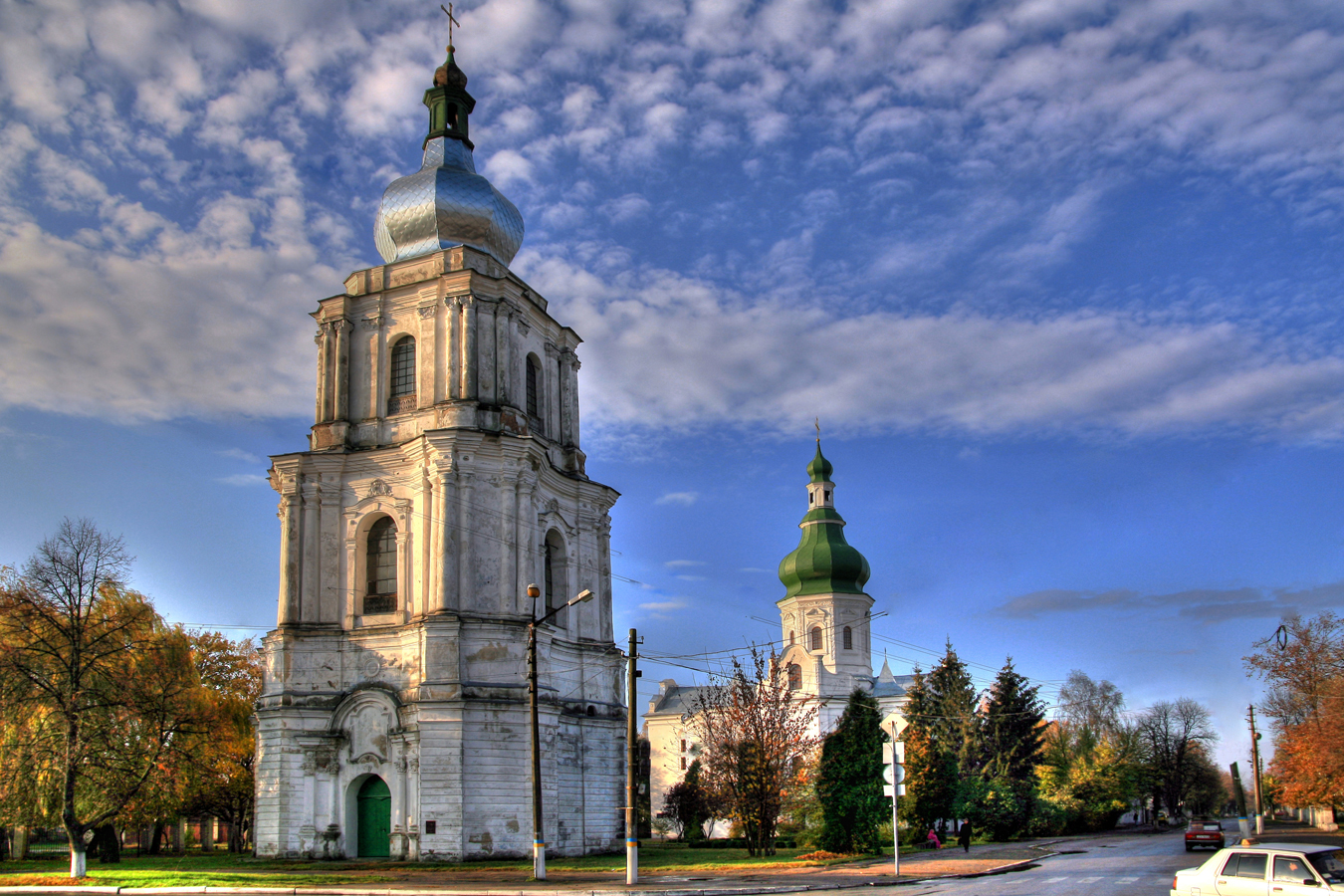
Вознесенський монастир
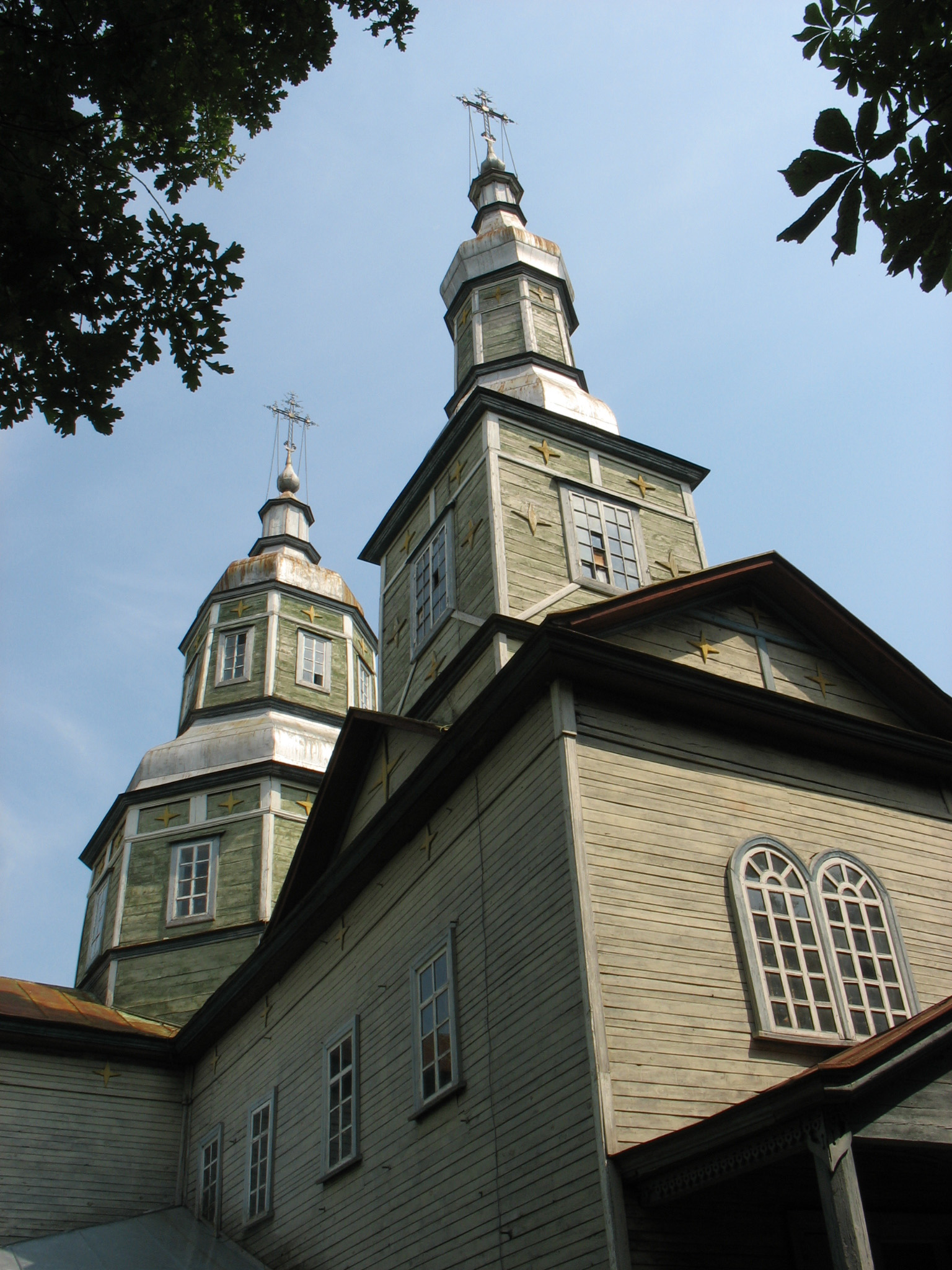
Церква Св. Юри
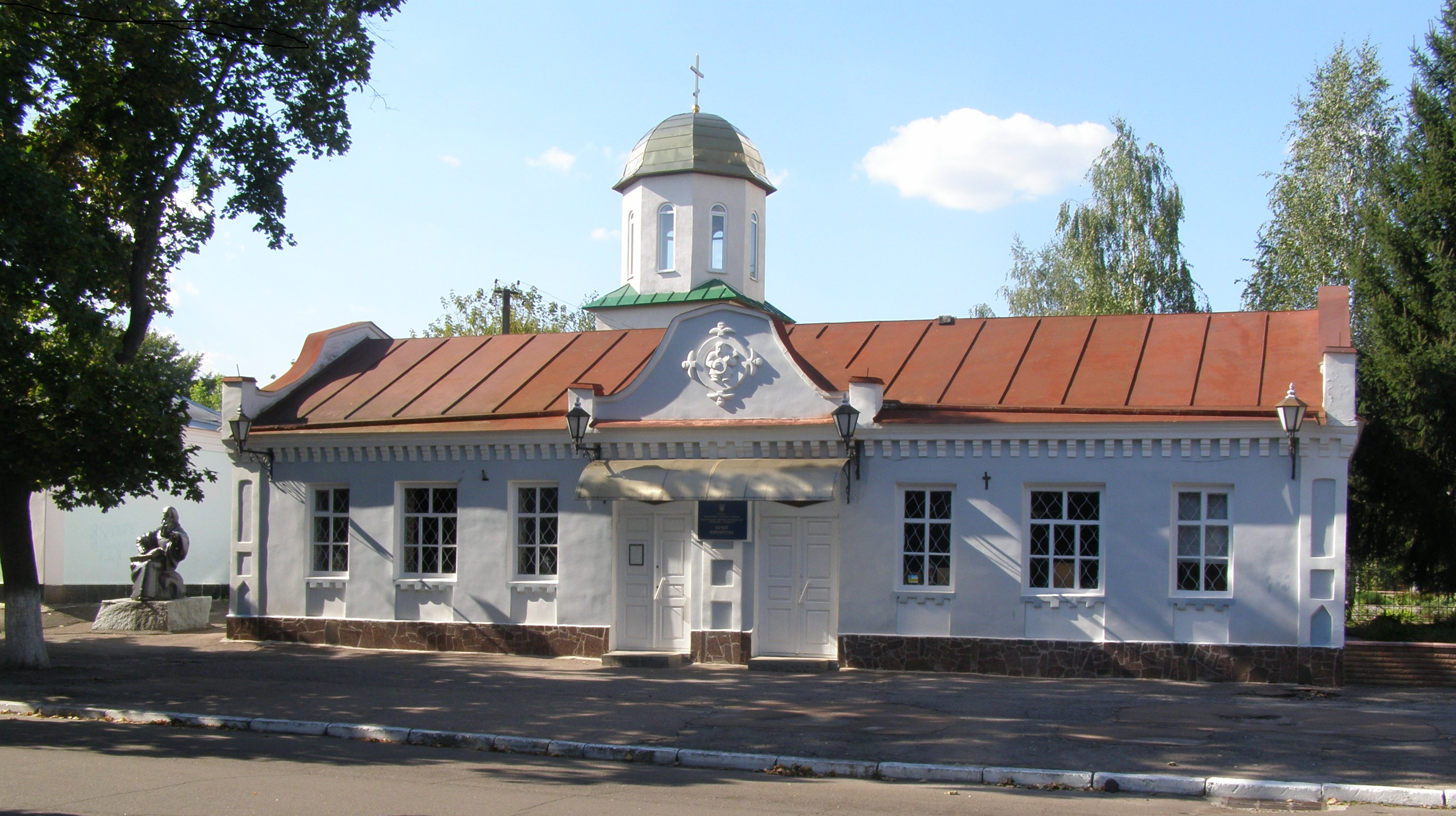
Музей кобзарства
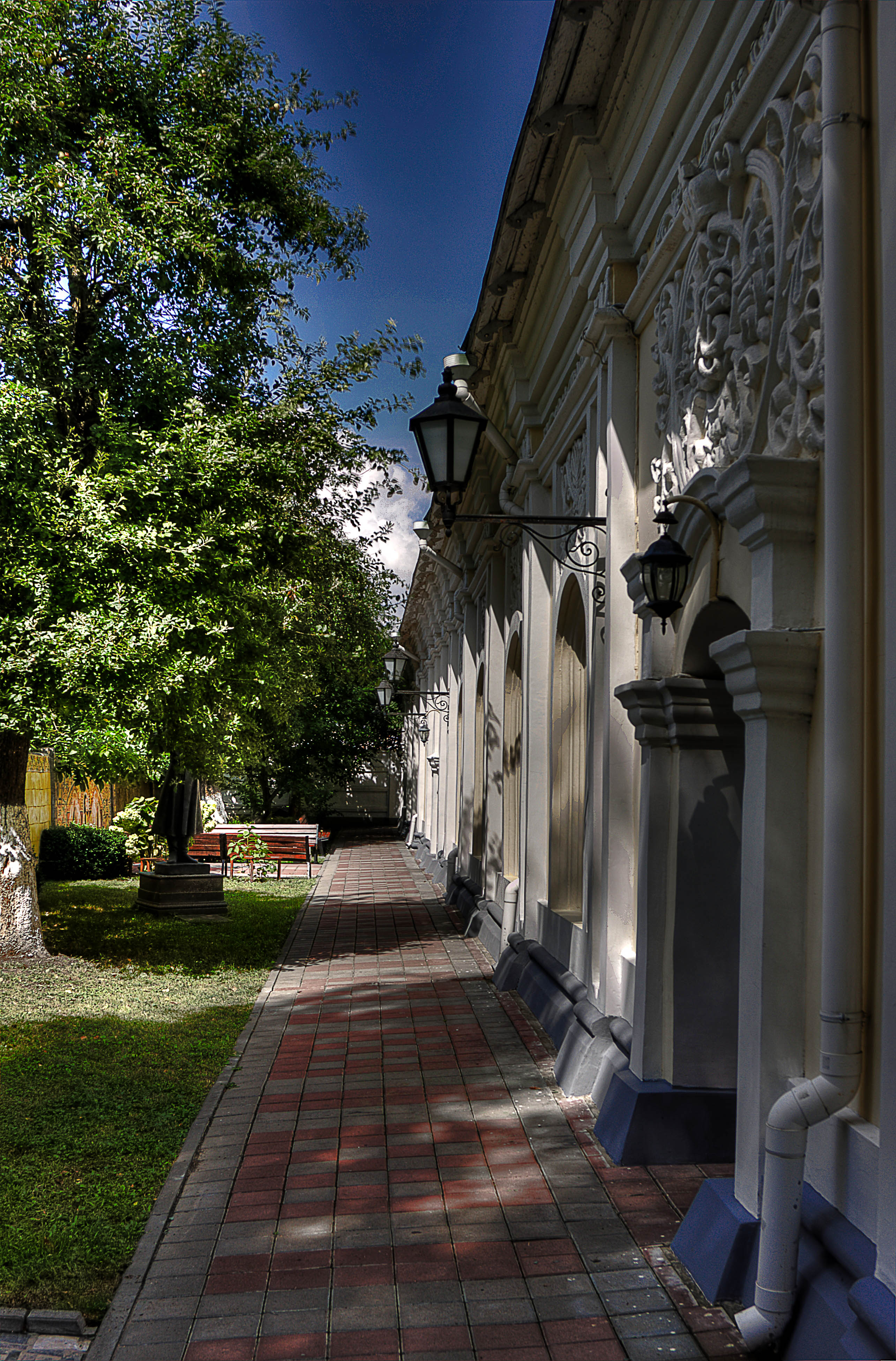
Колегіум
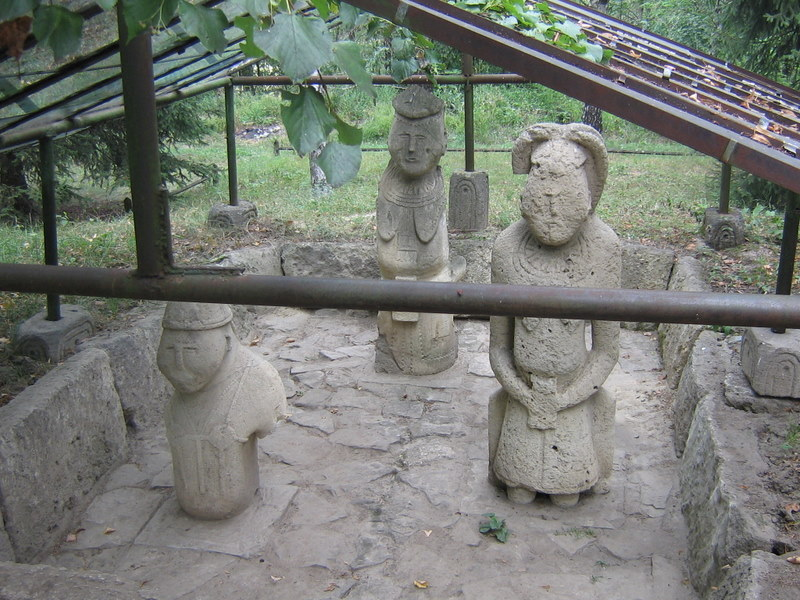
Половецькі баби
Пам'ятник Т. Г. Шевченку (1954)
Пам'ятник Тарасові Федоровичу (Трясилу) в Переяславі
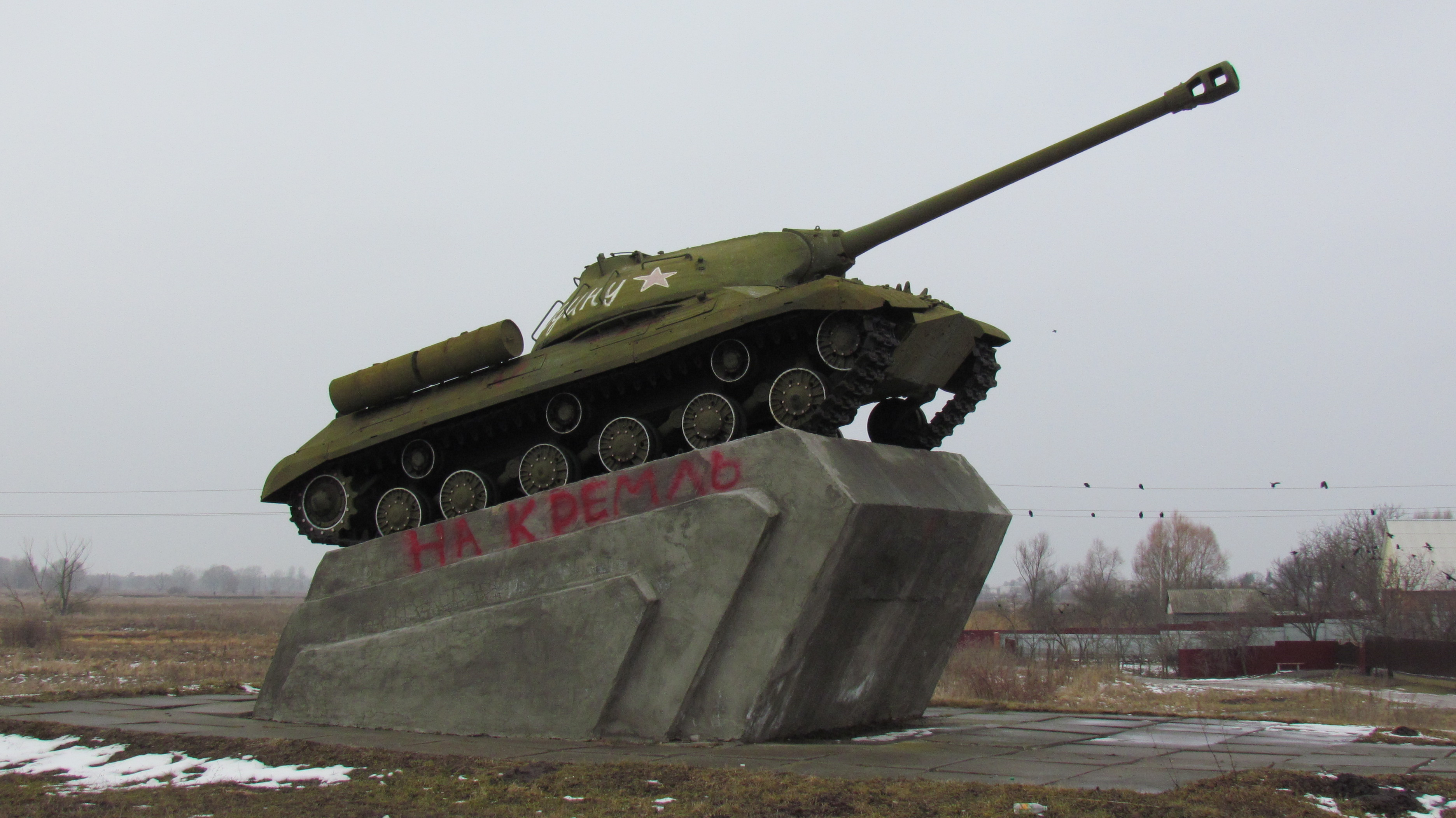
Пам'ятний знак на честь визволення Переяслава (початок 2015 року)
Пам'ятний знак на честь 1100-річчя літописної згадки про Переяслав (2007)
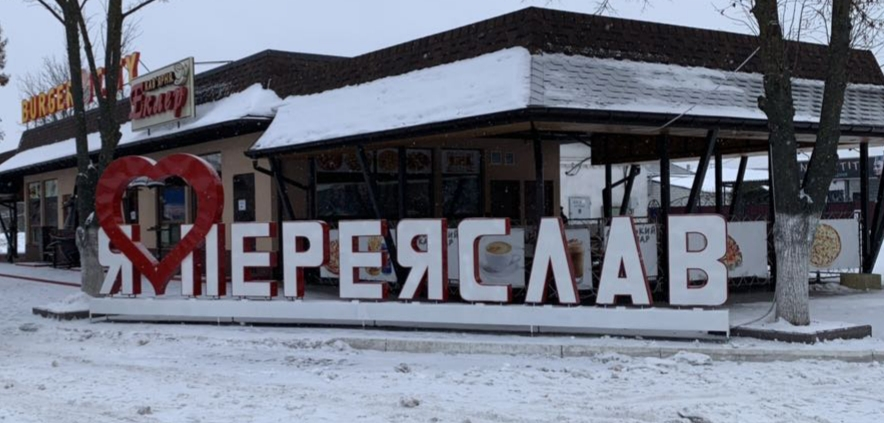
Артоб'єкт «Я люблю Переяслав»
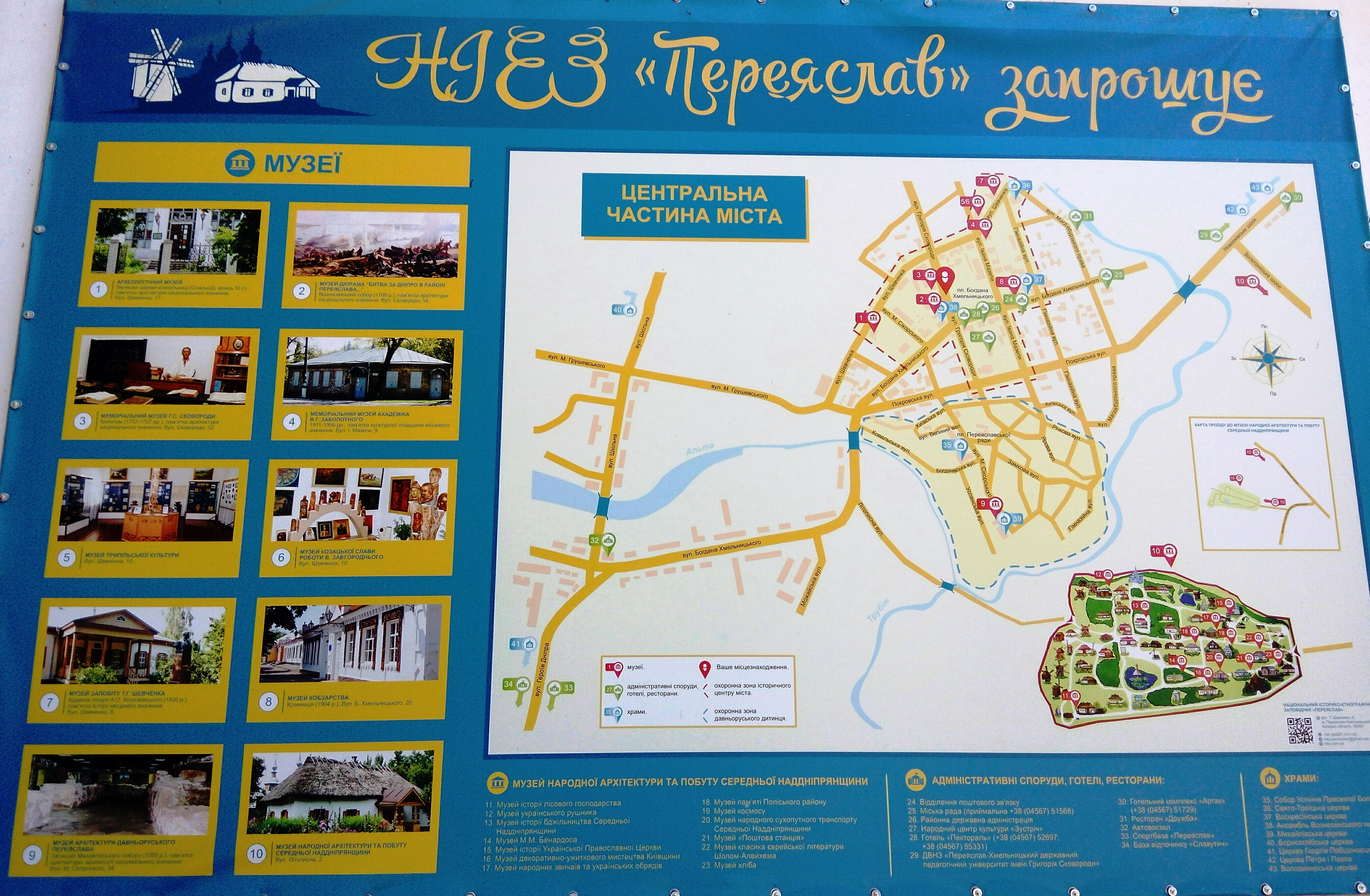
Інформаційний щит «Переяслав запрошує»
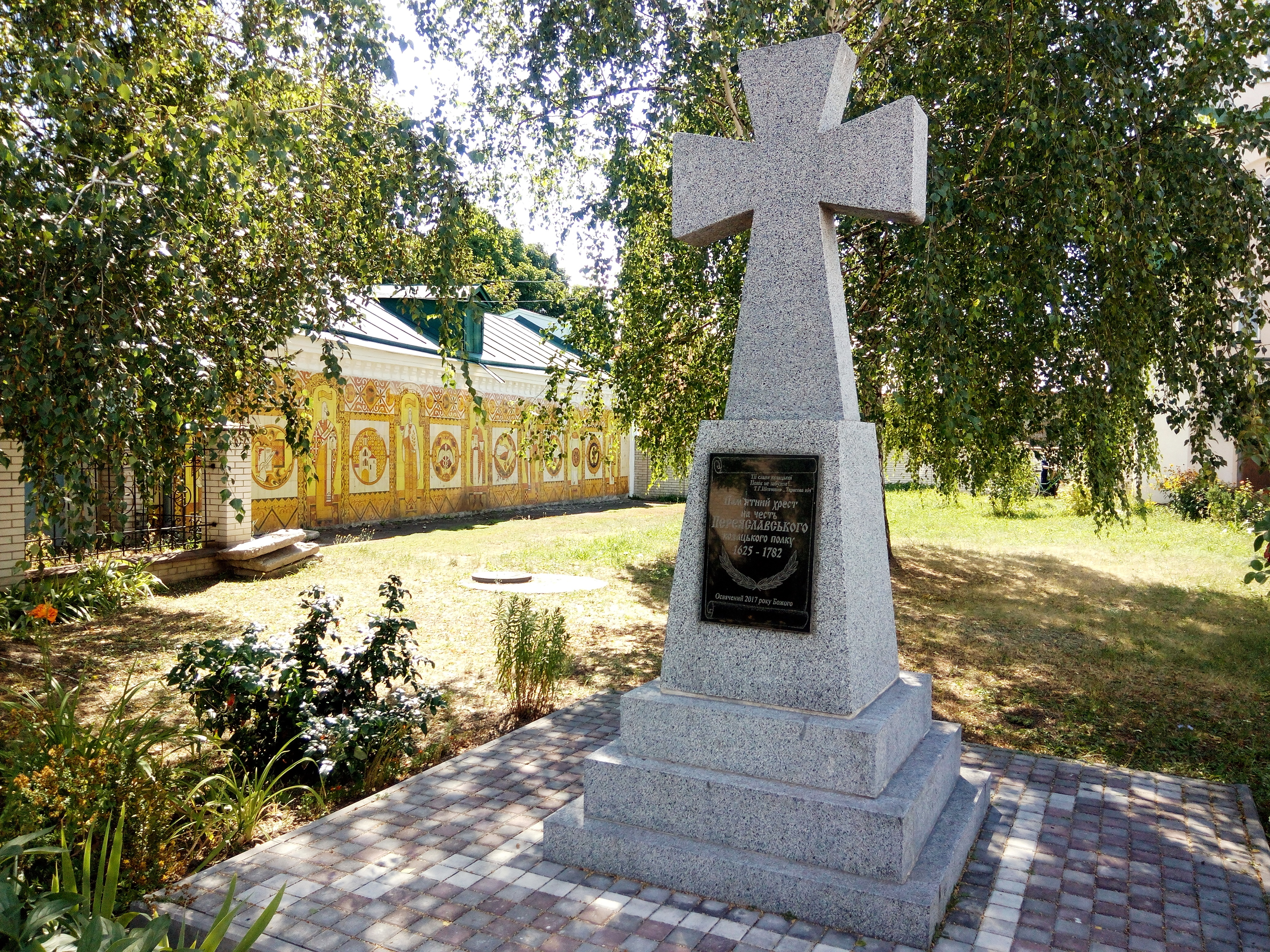
Пам'ятний хрест на честь Переяславського козацького полку
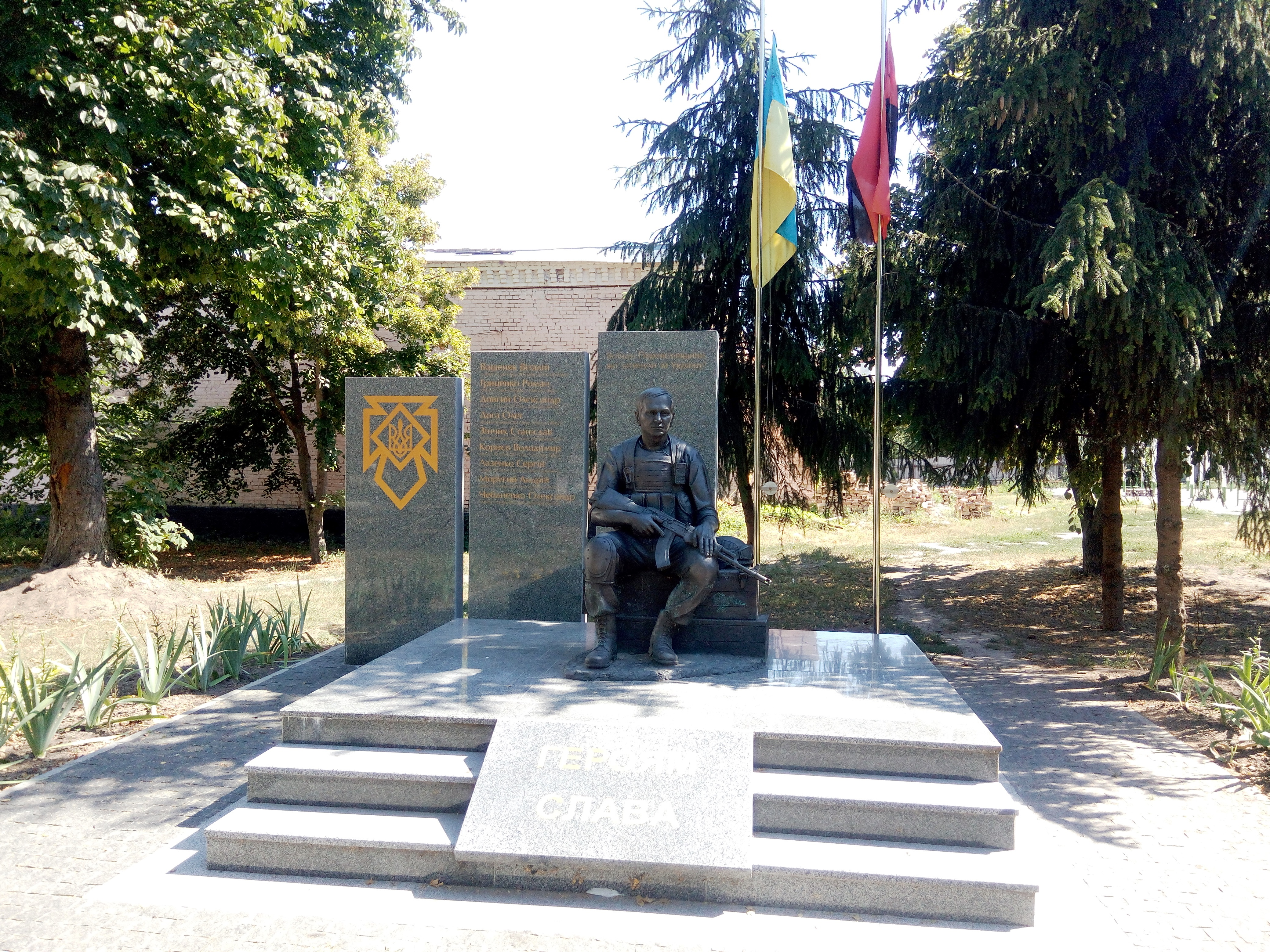
Пам'ятник загиблим у зоні АТО
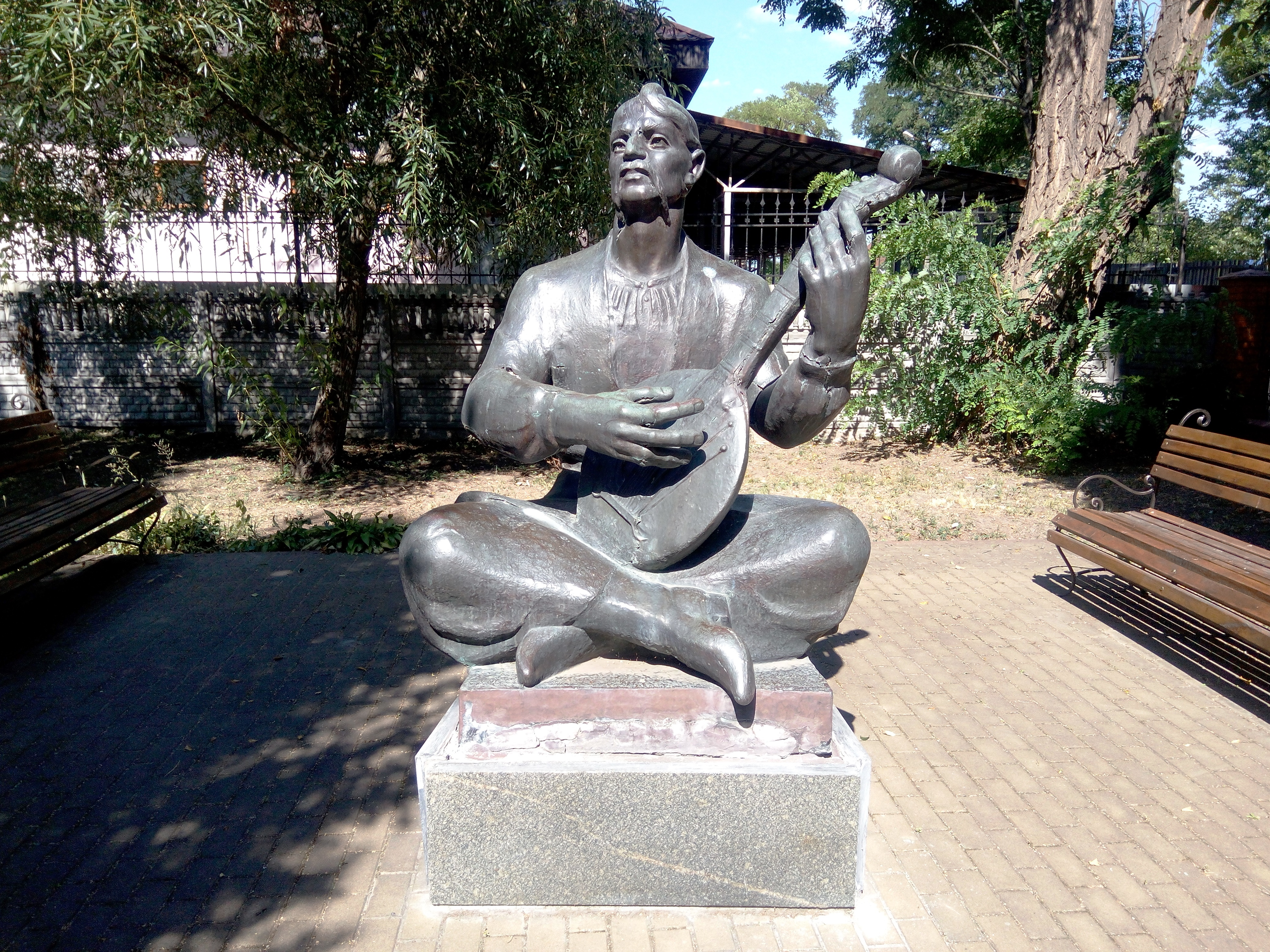
Скульптура "Козак Мамай" на території Музею «Заповіту» Т.Г.Шевченка